# Adrano (antigua ciudad)
Adrano (en griego antiguo: Ἀδρανόν, Ἀδρανός) (actual Adrano) es una antigua polis y un sitio arqueológico en las laderas suroeste del monte Etna, cerca del río Simeto, conocido por la variedad simetita de ámbar, al noroeste de Catania. La antigua ciudad fue fundada por el antiguo gobernante griego Dionisio I de Siracusa alrededor del 400 a. C. sobre un asentamiento neolítico prehelénico, cerca de un templo dedicado al dios Adrano, adorado en toda Sicilia. Adrano se asoció con volcanes y finalmente se equiparó con Hefesto. La ciudad fue conquistada por Timoleón en 343-342 a. C. y subyugada a Roma en 263 a. C. Los romanos la declararon civitas stipendiaria (ciudad que debía rendir tributo a Roma).

## El sitio arqueológico
El área del sitio arqueológico ha sido explorada a principios de este siglo, pero las primeras excavaciones tuvieron lugar en 1959. El perímetro de las murallas está delimitando la antigua ciudad en el eje este-oeste. En el lado sur de la ciudad, a lo largo del río, un barranco escarpado fortaleció la defensa de la ciudad. El lado norte del sitio está enterrado bajo edificios y construcciones modernas. Los muros fueron construidos con sillares de basalto y se encuentran en buen estado en el lado este. En el borde noreste del muro, la torre rectangular existente está incorporada en la iglesia de San Francisco.

## De la prehistoria a la época clásica
Parece que la región de Adrano estuvo habitada en tiempos prehistóricos, como lo demuestran los hallazgos recientes del período neolítico en distritos de la ciudad moderna. También se han encontrado rastros de asentamientos humanos de pueblos indígenas durante la era histórica. Aún no excavado, salvo una pequeña parte, existe un poblado nativo de la región de Mendolito, vinculado a la topografía de Adrano, cuyo nombre se desconoce hasta la fecha. Según Α. Franco, este asentamiento anónimo de Contrada Mendolito se identifica como Piakos, (en griego antiguo: Πίακος). G. K. Jenkins, que publicó una moneda con la leyenda ΠΙΑΚΙΝΟΣ en el anverso (PIAKINOS) y ΑΔΡΑΝ (adran) en el reverso, reconocido como ΑΔΡΑΝ ΑΔΡΑΝΟΝ (Adrano), una evidencia numismática de conexión entre Piakos y Adrano. Otras investigaciones identifican ΑΔΡΑΝ [...] como ΑΔΡΑΝΙΤΩΝ, el étnico en el caso genitivo.
Importantes son los resultados del siglo VIII o VII a. C., que incluyen entre otros un tesoro de bronce artefactos y una puerta de la ciudad del siglo VI a. C., con una inscripción sícula aún no descifrada. Varios otros hallazgos en el área se encuentran ahora en el Museo Arqueológico de Adrano.
Aún se desconoce la ubicación exacta del Templo de Adrano, cuyo culto probablemente vinculado a la actividad del Etna. Dieciséis pilares basálticos son ahora parte de la estructura interna del templo contemporáneo Chiesa Madre, de pie junto al castillo normando en la plaza Umberto I. Por lo tanto, se ha planteado la hipótesis de que el templo de Adrano se encuentra en la misma zona.
Las excavaciones de estratos clásicos revelaron hasta ahora residencias del siglo IV a. C., con figuras rojas de cerámica siciliota de buen estilo, e interesante tesoro de monedas modernas. Aún no se conoce ningún otro monumento de la ciudad. La polis acuñó monedas durante el gobierno de Timoleón con la figura de Adrano, la deidad del río. Dos excavaciones sucesivas han investigado las paredes y parte del antiguo cementerio que se encuentra al sureste de la ciudad (Sciare Manganelli). Las tumbas pertenecen a un tipo poco común en Sicilia, que consiste en pequeñas estructuras circulares en la piedra de lava que recuerdan vagamente a las cúpulas micénicas (tholoi).